# Heteroschema
Heteroschema is een geslacht van vliesvleugeligen uit de familie Pteromalidae. De wetenschappelijke naam van dit geslacht is voor het eerst geldig gepubliceerd in 1919 door Gahan.

## Soorten
Het geslacht Heteroschema omvat de volgende soorten:
- Heteroschema aeneiventris (Ashmead, 1888)
- Heteroschema punctata (Ashmead, 1894)
- Heteroschema rugosopunctata (Ashmead, 1894)